# Бове (округ)
Округ Бове (фр. Arrondissement de Beauvais) — округ у Франції, в департаменті Уаза. 2023 року округ об'єднував 245 муніципалітетів, населення становило 231 052 особи.
Адміністративний центр (супрефектура) — Бове.

## Муніципалітети
Список муніципалітетів округу та їхні коди INSEE:
1. Абанкур (60001)
2. Аббекур (60002)
3. Аданкур-ле-О-Клоше (60293)
4. Аллонн (60009)
5. Аллуа (60295)
6. Амбленвіль (60010)
7. Анвуаль (60298)
8. Андевіль (60012)
9. Аннаш (60296)
10. Аші (60004)
11. Баєль-сюр-Терен (60041)
12. Базанкур (60049)
13. Берней-ан-Бре (60063)
14. Бертекур (60065)
15. Блакур (60073)
16. Бланфоссе (60075)
17. Бларжі (60076)
18. Блікур (60077)
19. Бове (60057)
20. Бодедюї (60051)
21. Бонльє (60081)
22. Боньєр (60084)
23. Борнель (60088)
24. Брель (60103)
25. Бріо (60108)
26. Брок'є (60110)
27. Бромбо (60109)
28. Буб'є (60089)
29. Бувресс (60098)
30. Буконвілле (60090)
31. Бурі-ан-Вексен (60095)
32. Бутанкур (60097)
33. Бюїкур (60114)
34. Вальдамп'єрр (60652)
35. Вамбе (60699)
36. Варлюї (60700)
37. Веленн (60663)
38. Вердерель-ле-Сокез (60668)
39. В'єфвілле (60673)
40. Віллер-Вермон (60691)
41. Віллер-Сен-Бартелемі (60681)
42. Віллер-Сен-Сепюлькр (60685)
43. Віллер-сюр-Оші (60687)
44. Віллер-сюр-Боньєр (60688)
45. Вільамбре (60677)
46. Вільнев-ле-Саблон (60678)
47. Воданкур (60659)
48. Врокур (60697)
49. Гіньєкур (60290)
50. Глатіньї (60275)
51. Годешар (60269)
52. Гранвільє (60286)
53. Грез (60289)
54. Гремевілле (60288)
55. Гуенкур (60277)
56. Гуршель (60280)
57. Дамерокур (60193)
58. Даржі (60194)
59. Деленкур (60195)
60. Домельє (60199)
61. Екур (60306)
62. Еланкур (60205)
63. Енанкур-Леаж (60208)
64. Енонвіль (60309)
65. Ераньї-сюр-Епт (60211)
66. Ерикур-сюр-Терен (60312)
67. Ерм (60313)
68. Ернемон-Бутаван (60214)
69. Ерші (60310)
70. Ескам (60217)
71. Ескль-Сен-П'єрр (60219)
72. Еспобур (60220)
73. Етоменій (60314)
74. Еш (60218)
75. Жамерикур (60322)
76. Жерберуа (60271)
77. Жувіні (60328)
78. Жуї-су-Тель (60327)
79. Іврі-ле-Тампль (60321)
80. Кампо (60122)
81. Канні-сюр-Терен (60128)
82. Кате (60131)
83. Кенкампуа-Флезі (60521)
84. Ковіньї (60135)
85. Контвіль (60161)
86. Корбей-Сер (60162)
87. Кормей (60163)
88. Кревкер-ле-Гран (60178)
89. Крійон (60180)
90. Круассі-сюр-Сель (60183)
91. Курсель-ле-Жизор (60169)
92. Кюїжі-ан-Бре (60187)
93. Ла-Дренн (60196)
94. Ла-Корн-ан-Вексен (60209)
95. Ла-Невіль-сюр-Удей (60458)
96. Ла-Невіль-Во (60460)
97. Ла-Уссуа (60319)
98. Лабосс (60331)
99. Лабуасьєр-ан-Тель (60330)
100. Лавакері (60353)
101. Лаверрієр (60354)
102. Лаверсін (60355)
103. Лавільтертр (60356)
104. Лаланд-ан-Сон (60343)
105. Лаландель (60344)
106. Ланнуа-Кюєр (60347)
107. Латтенвіль (60352)
108. Лафре (60339)
109. Лашапель-о-По (60333)
110. Лашапель-Сен-П'єрр (60334)
111. Лашапель-су-Жерберуа (60335)
112. Лашоссе-дю-Буа-д'Екю (60336)
113. Ле-Амель (60297)
114. Ле-Вомен (60660)
115. Ле-Вору (60662)
116. Ле-Галле (60267)
117. Ле-Крок (60182)
118. Ле-Кудре-Сен-Жерме (60164)
119. Ле-Кудре-сюр-Тель (60165)
120. Ле-Меній-Контвіль (60397)
121. Ле-Меній-Терибю (60401)
122. Ле-Мон-Сент-Адріян (60428)
123. Ле-О-Талікан (60054)
124. Ле-Сольшуа (60608)
125. Ле-Фе-Сен-Кантен (60230)
126. Лероль (60359)
127. Ліанкур-Сен-П'єрр (60361)
128. Лію (60365)
129. Локонвіль (60367)
130. Лормезон (60370)
131. Луез (60371)
132. Люші (60372)
133. Льєрвіль (60363)
134. Марсей-ан-Бовезі (60387)
135. Мартенкур (60388)
136. Мезонсель-Сен-П'єрр (60376)
137. Мерю (60395)
138. Мії-сюр-Терен (60403)
139. Моле (60390)
140. Мольян (60405)
141. Мон (60427)
142. Монжаву (60420)
143. Монневіль (60411)
144. Монсо-л'Аббе (60407)
145. Монтаньї-ан-Вексен (60412)
146. Монтрей-сюр-Терен (60426)
147. Моншеврей (60256)
148. Морвілле (60435)
149. Мортфонтен-ан-Тель (60433)
150. Муші-ле-Шатель (60437)
151. Мюїдорж (60442)
152. Мюромон (60444)
153. Невіль-Боск (60452)
154. Нівілле (60461)
155. Ноай (60462)
156. Новілле (60469)
157. О-Маре (60703)
158. Оданк-ан-Бре (60315)
159. Оданк-л'Евек (60316)
160. Одівілле (60302)
161. Окур (60301)
162. Омекур (60476)
163. Оней (60029)
164. Онс-ан-Бре (60477)
165. Ороер (60480)
166. От-Епін (60304)
167. Отбо (60303)
168. Отей (60030)
169. Оффуа (60472)
170. Оші-ла-Монтань (60026)
171. Парн (60487)
172. П'єррфітт-ан-Бовезі (60490)
173. Піссле (60493)
174. Поншон (60504)
175. Порше (60510)
176. Превілле (60514)
177. Пуї (60512)
178. Пюїзе-ан-Бре (60516)
179. Реї (60528)
180. Ренвілле (60523)
181. Ромескам (60545)
182. Ротанжі (60549)
183. Ротуа (60550)
184. Роші-Конде (60542)
185. Руа-Буассі (60557)
186. Савіні (60609)
187. Сампюї (60136)
188. Саркю (60604)
189. Сарнуа (60605)
190. Сен-Валері (60602)
191. Сен-Денікур (60571)
192. Сен-Жермен-ла-Потрі (60576)
193. Сен-Жерме-де-Флі (60577)
194. Сен-Кантен-де-Пре (60594)
195. Сен-Крепен-Ібувіллер (60570)
196. Сен-Леже-ан-Бре (60583)
197. Сен-Мартен-ле-Не (60586)
198. Сен-Мор (60588)
199. Сенант (60611)
200. Сен-П'єрр-ес-Шам (60592)
201. Сен-Поль (60591)
202. Сен-Самсон-ла-Потрі (60596)
203. Сен-Сюльпіс (60598)
204. Сен-Тібо (60599)
205. Сенот (60613)
206. Сент-Арну (60566)
207. Сент-Женев'єв (60575)
208. Сент-Обен-ан-Бре (60567)
209. Сент-Омер-ан-Шоссе (60590)
210. Серан (60614)
211. Серифонтен (60616)
212. Сії-Тіяр (60620)
213. Соммре (60622)
214. Сонжон (60623)
215. Сюллі (60624)
216. Тальмонтьє (60626)
217. Тердонн (60628)
218. Терин (60629)
219. Тібівілле (60630)
220. Тільє (60639)
221. Трі-Шато (60644)
222. Трій-ла-Віль (60645)
223. Труассере (60646)
224. Турлі (60640)
225. Тьєлуа-Сент-Антуан (60633)
226. Удей (60484)
227. Фе-лез-Етан (60228)
228. Фек'єр (60233)
229. Флавакур (60235)
230. Флері (60239)
231. Фонтен-Боннло (60240)
232. Фонтен-Лаваганн (60242)
233. Фонтен-Сен-Люсьян (60243)
234. Фонтене-Торсі (60244)
235. Формері (60245)
236. Франкастель (60253)
237. Френ-Легійон (60257)
238. Фрокур (60264)
239. Фукені (60250)
240. Фукроль (60251)
241. Фуюа (60248)
242. Шавансон (60144)
243. Шамбор (60140)
244. Шокез-ле-Бенард (60153)
245. Шомонт-ан-Вексен (60143)